# Lumpo
Lumpo är en by i Lumparlands kommun på Åland med 35 invånare (2023). Den hörde fram till 1971 till Lumparlands församling, därefter till Lemland-Lumparlands församling.

## Geografi
Byn Lumpo utgörs av en långsträckt halvö, ungefär fyra kilometer från norr till söder. Den gränsar i väster och norr mot innanfjärden Lumparn, i öster mot den långsmala Kapellviken och har i söder landgräns mot grannbyn Lumparby. Den äldsta bebyggelsen ligger invid det branta berget Lumpokasen som med sina 60 meter över havet är Lumparlands högsta berg. I modern tid har byn fått en betydligt mer spridd bebyggelse, särskilt utmed stränderna.
Att döma av kartans höjdkurvor var halvön ännu på medeltiden en kringfluten holme, men vid nya tidens början hade den på grund av landhöjningen växt samman med Lumparby i söder.

## Ortnamnet
Namnet Lumpo anses ursprungligen ha syftat på berget Lumpokasen invid byn. Flera förklaringar till namnet har lagts fram under årens lopp. Carl-Eric Thors föreslår att det återgår på ett dialektord lump i betydelsen ’avhuggen bit av en stock’ eller ’klump, kloss’. När ett nybygge anlades invid berget började också detta att kallas Lumpo.

## Historia
Lumpo befolkades under medeltiden. Några förhistoriska fornlämningar finns inte. Helt säkert har byn börjat som ett nybygge anlagt på den större och äldre byn Lumparbys utmark i norr.
I de historiska dokumenten nämns Lumpo första gången 1537. Enligt skatteboken detta år fanns tre bönder: Olof Persson, Mickel Olofsson och Henrik Jönsson. Av jordeboken 1558 framgår att byn bestod av sammanlagt 378 jordmarker,
fortfarande fördelade på tre bönder: Erik Olofsson (141 jordmarker), Mickel Olofsson (142) och Nils Henriksson (95).
På 1500-talet var Lumpo den fattigaste byn i Lumparland, att döma av en skattelängd från 1571. När den så kallade Älvsborgs lösen skulle betalas detta år – en extraskatt som utgick med tio procent på värdet av böndernas lösegendom i form av metall och kreatur – betalade två bönder i Lumpo endast 2 mark i skatt och den tredje 4 mark. Genomsnittet för bönderna i Lumparland var 4,4 mark och i hela landskapet 7 mark.
Vid den grundliga skattläggningen 1661 beskrivs förhållandena i Lumpo liksom de andra byarna i korthuggen prosa: ”Mulbete och brännved samt timmerskog ringa, fjällfiskdräkt till nödtorften, skötläggning i stora havet, små humlegårdar”. Förutom åkerbruk ägnade sig bönderna också åt boskapsskötsel, skogsbruk och fiske. Fisket var tydligen viktig och berevs både i de egna vattnen kring byn medan strömming fångades längre bort ”i stora havet”. Vid samma tillfälle bestämde de tre bönderna i Lumpo – nu hette de Klement Johansson, Abraham Mattsson och Mats Bengtsson – att göra sina gårdar lika stora. 
Också på 1600-talet visar de historiska källorna att livet i byn stundom var hårt. Gårdarna lämnades flera gånger öde. Den ovannämnde Mats Bengtsson i Lumpo begärde vid tinget den 12 november 1641 att få ta ta upp ett kronohemman i byn (sedermera Lumpo nr 2), som legat öde i tre år, vilket också beviljades. Abraham Mattsson på granngården (Lumpo nr 3) tog också upp sitt hemman från öde för att senare tvingas lämna gården utan brukare. 
På 1700-talet blev förhållandena i byn mer stabila. När ålänningarna i början av 1720-talet återvände hem efter den långa flykten under stora ofreden befolkades gårdarna i Lumpo på nytt. Sedan dess har aldrig någon bonde i byn behövt
lämna sitt hemman öde.
Bondeseglationens uppsving på Åland och i Lumparland i mitten av 1800-talet berörde också Lumpo. Nämndemannen och bonden Per Mattsson (1810–1887) på hemmanet Pellas var korrespondentredare för åtminstone fyra fraktskutor. Dessa och många andra med hemort i Lumparland kunde vintertid ses liggande i Vanaviken (nuvarande Norrviken) invid Lumpo. I viken byggdes också en del skutor, bland dem skonarskeppet Akme 1880, vars redare och största delägare var Johan Erik Rosenberg i Lumparby.

### Befolkningsutveckling
| Befolkningsutvecklingen i Lumpo 1970–2020 | Befolkningsutvecklingen i Lumpo 1970–2020 | Befolkningsutvecklingen i Lumpo 1970–2020 | Befolkningsutvecklingen i Lumpo 1970–2020 | Befolkningsutvecklingen i Lumpo 1970–2020 |
| ----------------------------------------- | ----------------------------------------- | ----------------------------------------- | ----------------------------------------- | ----------------------------------------- |
|                                           |                                           |                                           |                                           |                                           |
| År                                        |                                           |                                           | Folkmängd                                 |                                           |
| 1970                                      | 1970                                      |                                           | 17                                        |                                           |
| 1980                                      | 1980                                      |                                           | 26                                        |                                           |
| 1990                                      | 1990                                      |                                           | 24                                        |                                           |
| 2000                                      | 2000                                      |                                           | 34                                        |                                           |
| 2010                                      | 2010                                      |                                           | 36                                        |                                           |
| 2020                                      | 2020                                      |                                           | 35                                        |                                           |
|                                           |                                           |                                           |                                           |                                           |

## Hemmanen
Det har funnits tre hemman i Lumpo. I mitten på 1500-talet är de noterade som 141, 142 och 95 jordmark, men 1606 är marktalen något ändrade: 141 1/2, 130 och 107. Vid jordrannsakningen 1661 gjordes de lika stora, 126 1/6 jordmark vardera, och noterades också som 5/6 mantal. Senare blev de förmedlade till 15/32 mantal. I jordeböckerna ges hemmanen omkring 1730 nummer (1–3). Från 1830 är de också antecknade med namn. 
- 1, Mellangård > Södergård, har alltid var ett skattehemman. Hemmanet delades i mitten på 1700-talet i två gårdar som kallades Mellangård och Södergård. Omkring 1860 slogs halvorna åter samman till en gård. Bonden Mats Pettersson (1834–1906) bosatte sig på Södergård. Hemmanet noterades 1830 i jordeboken som Mellangård, men i 1875 års jordebok ändras namnet till Södergård.[8]
- 2, Pellas, ett skattehemman, låg öde ett antal år i början av 1600-talet och blev ett kronohemman på grund av obetalda skatter samt köptes åter till skatte den 6 juli 1796. På 1900-talet delades hemmanet i tre delar: Pellas, Uppgård och Nygård.[9] Det har funnits flera bönder med namnet Per på gården. Den som gett namn åt Pellas är troligen Per Andersson (1711–1763). På 1742 års karta över Lumpo kallas gården Östergård efter läget i byn.
- 3, Västergård, ursprungligen ett skattehemman, låg liksom Pellas öde ett antal år i början av 1600-talet och blev ett kronohemman på grund av obetalda skatter samt köptes åter till skatte den 17 oktober 1792. Västergård har namn efter läget i byn. Hemmanet har senare delats i två hälfter, Västergård och Janses.[10]

## Holmar och skär
Ett fåtal holmar och skär hör till byn Lumpo, däribland:
- Trollskär (visa på karta), belägen i Lumparen, 7,9 hektar, höjer sig knappt 20 meter över havsytan, största längd 650 meter i nord–sydlig riktning.
- Furuholm (visa på karta), belägen i Kapellviken med fast vägförbindelse över ett smalt sund, 11,7 hektar och omkring 500 från strand till strand.

## Lumpo 22 juli 2013

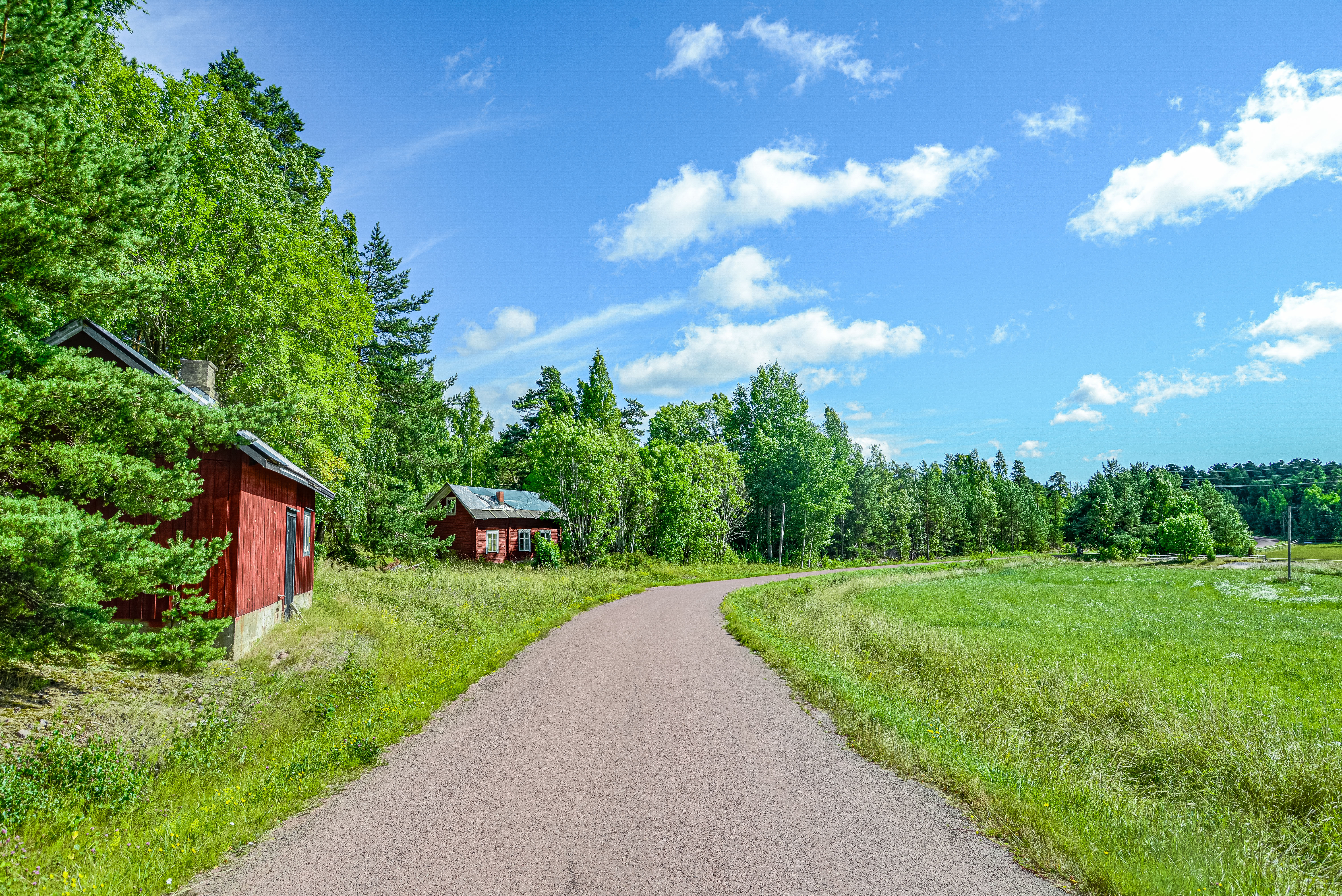
Vägen till och från byn.
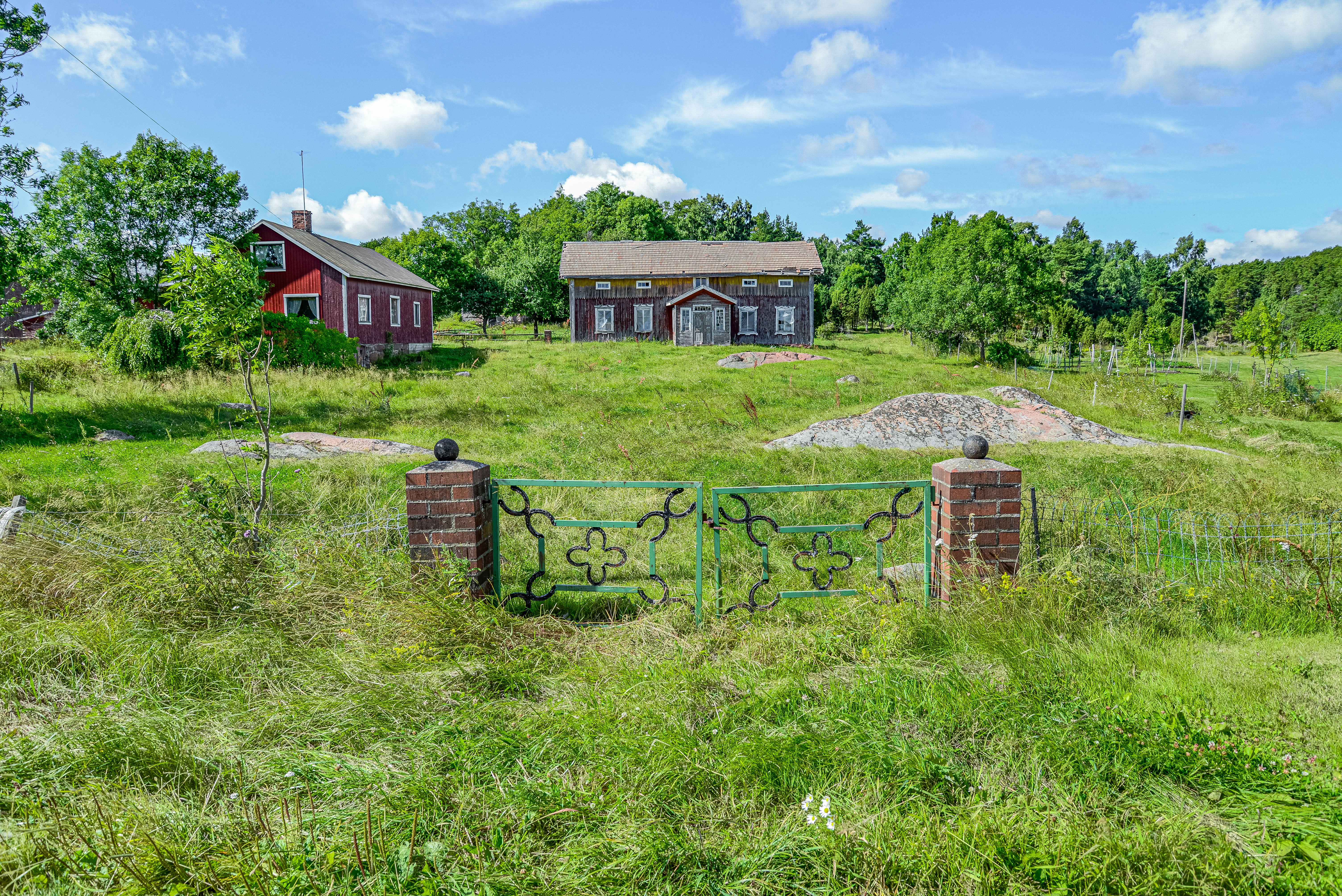
Västergård, inte längre bebott.
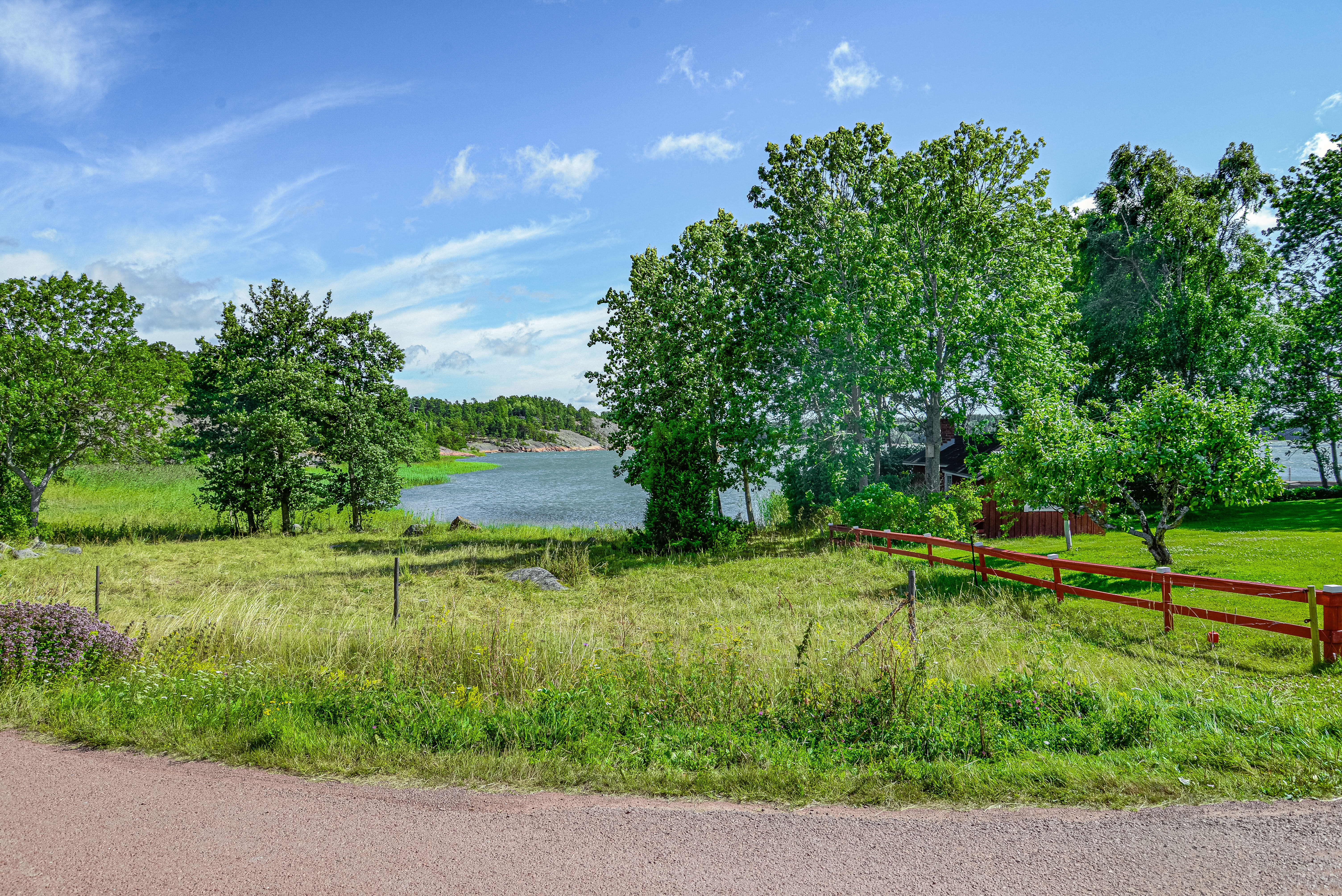
Vy mot Norrviken.
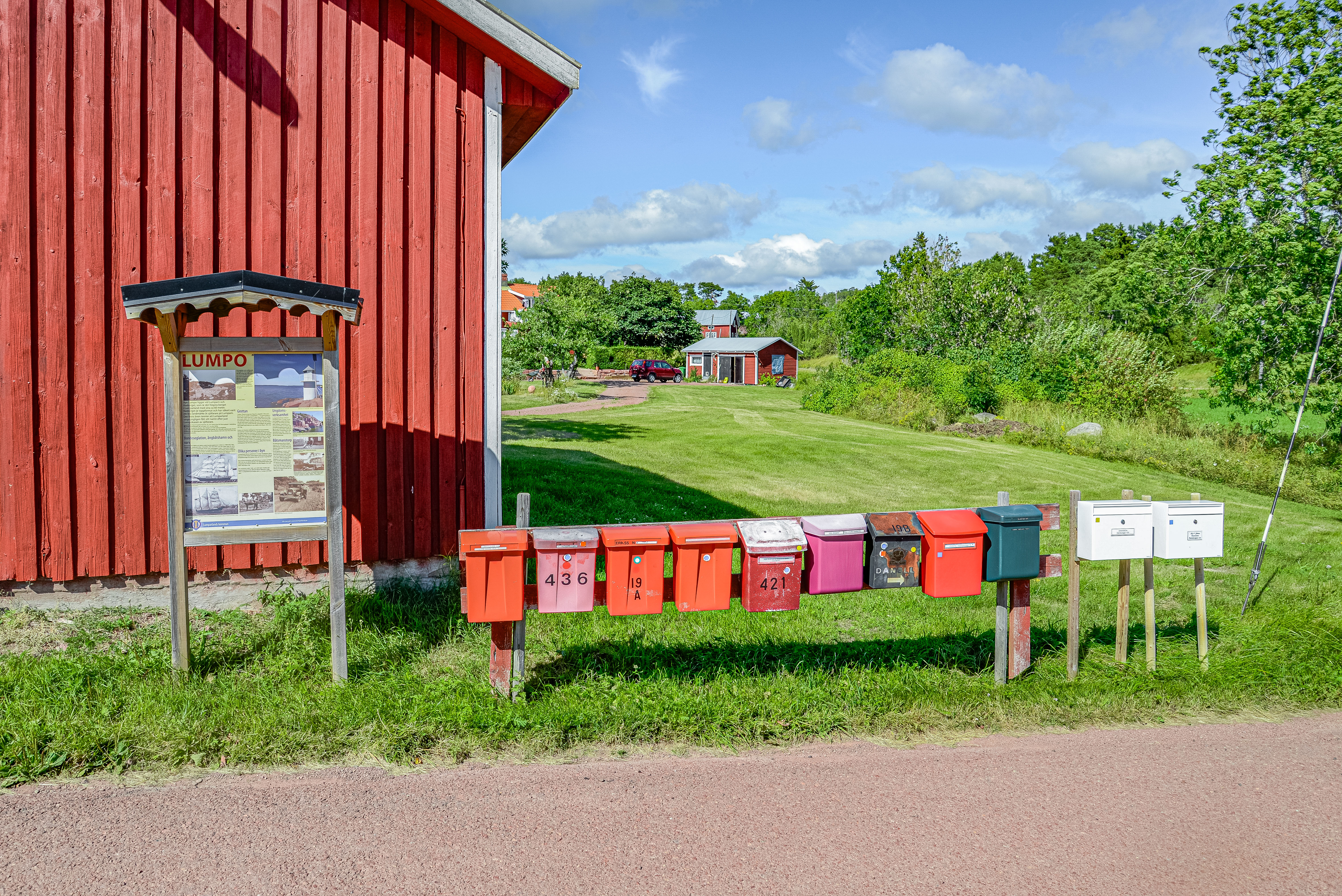
Byns brevlådor.